# Blended Wing Body

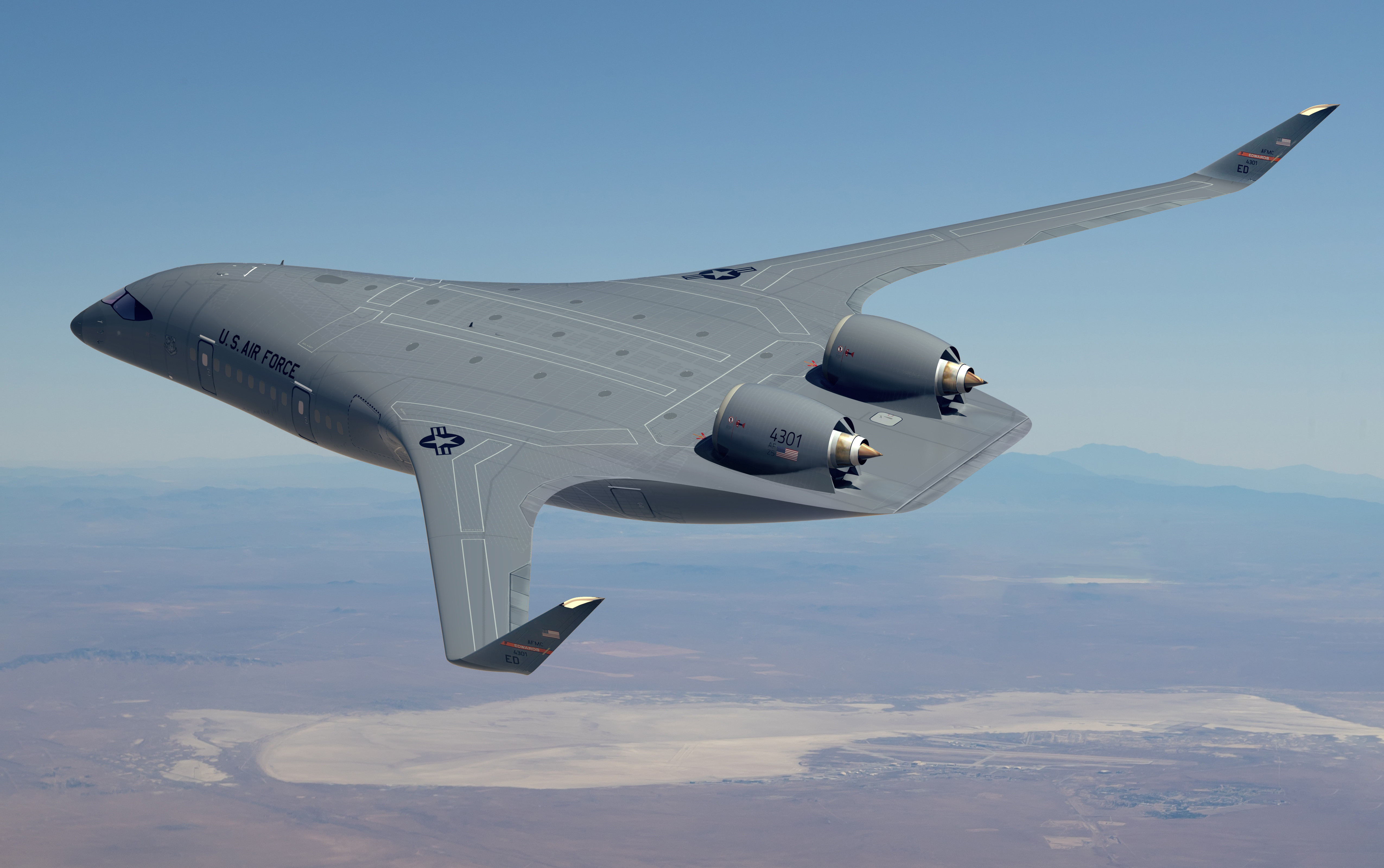
Eine gerenderte Darstellung des Blended Wing Body-Flugzeugprojekts von JetZero

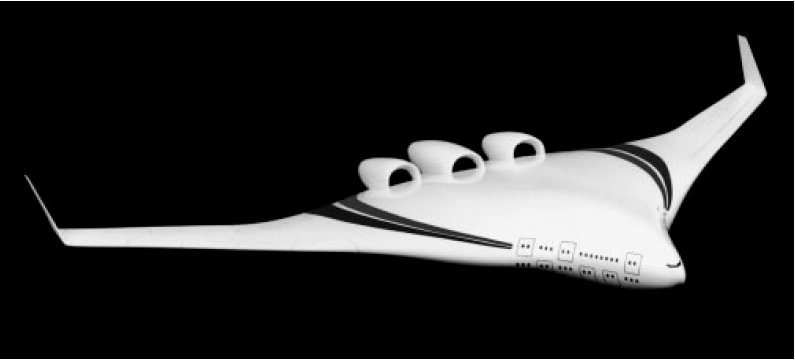
Computermodell eines Blended Wing Body

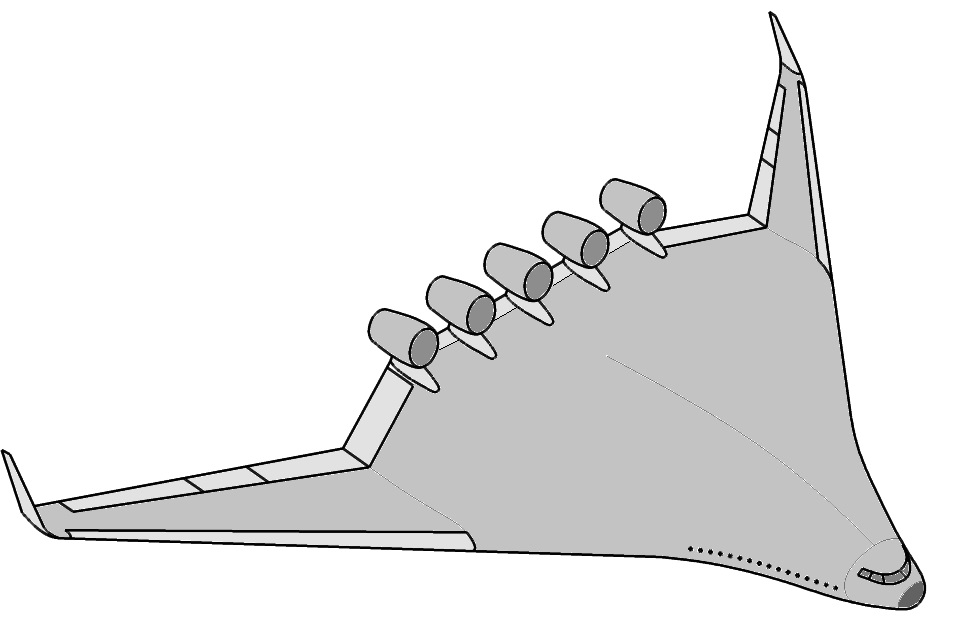
Grundsätzliche Auslegung

Der Blended Wing Body (BWB, in Englisch etwa für „übergangslose Flügel-Rumpf-Verbindung“) stellt ein alternatives Flugzeugkonzept dar, das Merkmale herkömmlicher Rohr-mit-Flügel-Konzepte mit denen von Nurflüglern verbindet. Er zeichnet sich durch einen abgeflachten, aerodynamisch geformten Flugzeugrumpf aus, der sich zwar von den Flügeln klar abgrenzen lässt, dessen Form jedoch fließend in die Flügelform übergeht. Der Rumpf hat hierbei einen relevanten Anteil am Auftrieb des Flugzeuges.

## Geschichte
Der Vorläufer für das Konzept Blended Wing Body kann in Hugo Junkers’ Nurflügel-Patent von 1910 gesehen werden. Ein frühes Beispiel für ein Flugzeug entsprechend dem BWB-Prinzip stellt die Junkers G 38 dar, in deren „dicken Flügeln“ nicht nur Motoren und Treibstoff, sondern auch je sechs Passagiere untergebracht waren.

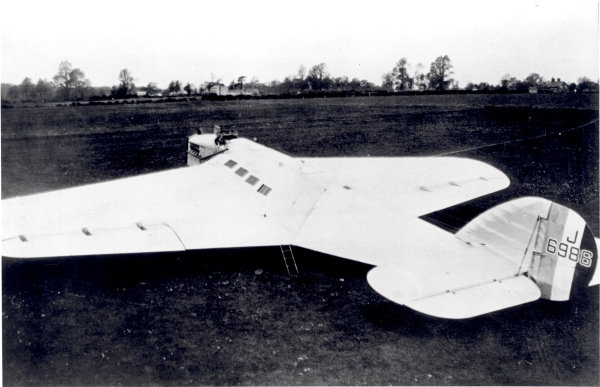
Westland Dreadnought

Anfang der 1920er Jahre wurde mit der Westland Dreadnought auch in Großbritannien ein Passagierflugzeug nach diesem Konzept gebaut und geflogen. Ende der 1930er Jahre entwickelte Alexander Lippisch mit der DFS 40 ebenfalls ein Flugzeug, bei dem der Rumpf auftriebserzeugend mitwirkte.

## Aktuelle Anwendung

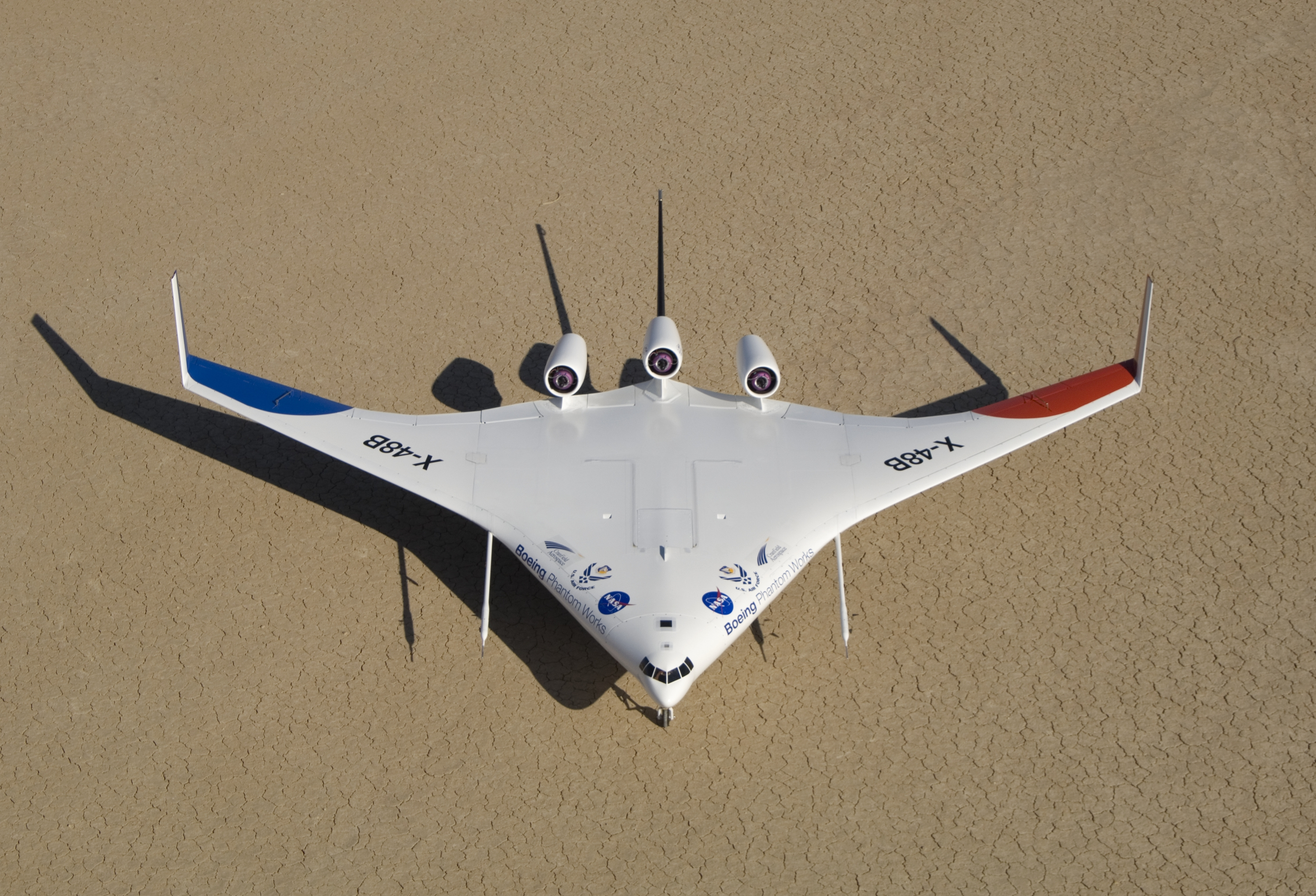
X-48B

Aktuell arbeiten Boeing und die NASA unter der Projektbezeichnung X-48 an der Erforschung eines BWB (auch als Hybrid Wing Body (HWB) bezeichnet) sowohl für zivile als auch für militärische Zwecke. Hierfür wurden mit der X-48B und X-48C bereits flugfähige 1:12-Modelle zur Erprobung der Flugeigenschaften gebaut.
Airbus stellte ebenfalls ein entsprechendes Konzept bei Luftfahrtmesse in Singapur im Jahre 2020 vor: "Maveric" (Model Aircraft for Validation and Experimentation of Robust Innovative Controls). Flugtests finden seit Sommer 2019 statt.
Im Januar 2023 testete die Polytechnische Universität Nordwestchinas in Xi’an, Volksrepublik China, ein gemeinsam mit dem Flugzeughersteller Comac entwickeltes maßstabsgetreues Modell eines Passagierflugzeugs als Blended Wing Body mit der Bezeichnung BWB-300.
Bis 2027 soll JetZero in Zusammenarbeit mit Northrop Grumman und Scaled Composites im Auftrag der US Air Force einen Demonstrator entwickeln und bauen, welcher der BWB-Technologie zur Serienreife verhelfen soll. Dafür sind über vier Jahre 235 Millionen US-Dollar eingeplant. Darüber hinaus plant JetZero ein ziviles BWB-Mittelstreckenflugzeug für 230 bis 250 Passagiere.

## Vorteile
Mögliche Vorteile dieser Bauart sind:
- weniger Luftwiderstand pro Volumen
- weniger Lärm für den Fall, dass die Triebwerke oberhalb des Rumpfes angebracht werden
- geringere Leermasse pro Transportvolumen
- Treibstoffersparnis[8]

## Nachteile
Mögliche Nachteile dieser Bauweise sind:
- die stärkeren vertikalen Kräfte, die bei Rollbeschleunigung auf Passagiere und Fracht wirken, da sie sich bei dieser Bauweise tendenziell weiter von der Längsachse des Flugzeuges entfernt befinden
- die fehlende oder zumindest stark eingeschränkte Möglichkeit, Seitenfenster für Passagiere anzubringen
- ein erhöhtes Gewicht und eine erhöhte Komplexität der Flugzeugstruktur, bedingt durch die Schwierigkeit, einen nicht zylinderförmigen Rumpf druckstabil zu konstruieren
- verringerte Fluglagestabilität, wenn das Heck mit vertikaler und horizontaler Fläche entfällt